# Rowlandius anasilviae
Espèce
Synonymes
- Schizomus anasilviae Armas & Antun, 1990

Rowlandius anasilviae est une espèce de schizomides de la famille des Hubbardiidae.

## Distribution
Cette espèce est endémique de la province de Peravia en République dominicaine,. Elle se rencontre vers Baní.

## Description
Les mâles mesurent de 2,7 à 2,9 mm et la femelle 3,1 mm.

## Étymologie
Cette espèce est nommée en l'honneur d'Ana Silvia Reinoso.

## Publication originale
- Armas & Abud Antún, 1990 : El orden Schizomida (Arachnida) en República Dominicana. Poeyana, no 393, p. 1-23.